# De zoon van Tarzan
De zoon van Tarzan (Engelse titel: The Son of Tarzan) is een roman geschreven door Edgar Rice Burroughs, de vierde in zijn reeks van vierentwintig boeken over het titelpersonage Tarzan. Het werd voor het eerst gepubliceerd in het pulp-tijdschrift All-Story Weekly van december 1914 to januari 1916. De eerste boekeditie werd uitgebracht in 1917. De eerste Nederlandse vertaling kwam uit in 1948. 